# Sonata de iglesia n.º 16 (Mozart)
La Sonata de iglesia n.º 16 en do mayor, K. 329/317a, es una sonata de iglesia en un único movimiento, escrita por Wolfgang Amadeus Mozart posiblemente en marzo del año 1779, cuando tenía veintitrés años de edad. La pieza fue compuesta en Salzburgo, para su uso por parte del príncipe-arzobispo Hieronymus von Colloredo, a cuyo servicio trabajaba Mozart desde 1772.

## Características
La obra está escrita en compás de compasillo, con una indicación de tempo de Allegro. Presenta una extensión de ciento cuarenta y dos compases, lo que la convierte en la sonata de iglesia mças larga de entre las compuestas por el genio de Salzburgo. Por otra parte, a la instrumentación habitual de las sonatas de iglesia de Mozart —dos violines, órgano, y bajos (violonchelo y contrabajo, y fagot ad libitum)— añade dos trompetas, timbales, dos oboes y dos trompas, siendo la primera pieza mozartiana de este género en incorporar este último instrumento en su plantilla; además, es la sonata de iglesia de Mozart que incluye la instrumentación más amplia.